# Stenostomum grande
Stenostomum grande är en plattmaskart. Stenostomum grande ingår i släktet Stenostomum och familjen Stenostomidae. Inga underarter finns listade i Catalogue of Life.